# Chemin de Mimet
Le chemin de Mimet est une voie marseillaise située dans le 15e arrondissement de Marseille. 

## Situation et accès
La rue démarre dans le quartier de Saint-Antoine au carrefour avec l’avenue de Roquefavour qui, lui, longe la gare de Saint-Antoine. Il longe le cœur de ce même quartier jusqu’à la place des Baumes où elle croise le chemin de Saint-Antoine à Saint-Joseph qui y aboutit. Elle longe ensuite le ruisseau des Aygalades et passe sous le pont de l’autoroute A7. Elle s’élargit juste après le rond-point Esprit-Garnerone où elle croise le boulevard Pierre-Dramard et ce, jusqu’à l’avenue de Saint-Antoine dans le lieu-dit des « Fabrettes » ou elle se termine en passant au-dessus du ruisseau, à proximité de la limite avec la commune de Septèmes-les-Vallons.

## Origine du nom
La rue doit son nom à la commune de Mimet dans les Bouches-du-Rhône. Son nom est attribué après délibération du Conseil municipal du 3 février 1939, par demande des habitants du quartier de Saint-Antoine.

## Bâtiments remarquables et lieux de mémoire
- Au numéro 118 se trouve le centre hospitalier Édouard-Toulouse.